# Panther 6
La Panther 6 è un'autovettura prodotta dalla casa automobilistica inglese Panther Westwinds dal 1977 al 1978. È stato un modello molto esclusivo ed è stato prodotto solo in due esemplari, uno bianco, uno nero, tuttora esistenti. Uno è in Arabia Saudita e l'altro è stato mostrato al NEC Classic Car Show del 2008 dal Panther Car Club e dal Concorso d'Eleganza 2015 di Villa d'Este di Albert Fellner.

## Il contesto
Il creatore della vettura, Robert Jankel, pensò ad un'auto sportiva in grado di eguagliare una Ferrari o una Lamborghini o una Porsche ma con il lusso e comfort di una Rolls-Royce. Sotto questi auspici nacque la Panther 6, una cabriolet a 6 ruote dalla linea moderna (i precedenti modelli avevano una linea rétro) ispirata alla Tyrrell P34. Il layout degli pneumatici era costituito da un paio di ruote posteriori con pneumatici 265/50 VR16 e due coppie di ruote anteriori orientabili con pneumatici 205/40 VR13. Il telaio era una struttura in tubi d'acciaio saldati ed aveva una configurazione particolarmente rigida. La costruzione della vettura era ancora divisa tra il telaio in acciaio pressato e la carrozzeria in alluminio lavorata artigianalmente.
L'auto ebbe in dotazione la meccanica dalla Cadillac: aveva un motore V8 a doppio turbocompressore di cubatura 8193 cm³ abbinato unicamente ad un cambio automatico a 3 rapporti, che secondo alcuni la rendevano capace di 322 km/h, tuttavia questa informazione rimane infondata perché non sono disponibili dati ufficiali riguardo alle prestazioni.
L'abitacolo presentava rivestimenti in pelle Connolly. La dotazione di bordo comprendeva strumentazione elettronica, alzacristalli e sedili elettrici, servosterzo, autoradio, aria condizionata, telefono, televisione e anche un impianto automatico antincendio di estinzione.